# چارلز بلگریو
سر چارلز دارلیمپل بلگریو (به انگلیسی: Charles Dalrymple Belgrave) ‏(۱۸۹۴–۱۹۶۹) بیش از ۳۰ سال نماینده سیاسی و کارگزار دولت انگلیس در خلیج فارس بود.
او بعد از مراجعت به انگلستان در سال ۱۹۶۶ کتابی دربارهٔ سواحل جنوبی خلیج فارس منتشر کرد و در آن نوشت که «عرب‌ها ترجیح می‌دهند خلیج فارس را خلیج عربی بنامند». این نماینده قطعاً پیش از انتشار کتاب و مراجعت به انگلستان در تماس با مقامات امارات جنوبی خلیج فارس این فکر را در آنها القا کرده‌است و تصادفی نیست که بلافاصله پس از انتشار کتاب سرچارلز بلگریو که نام قبلی سواحل جنوبی خلیج فارس یعنی «ساحل دزدان» را بر روی کتاب خود نهاده اصطلاح «الخلیج العربی» در مطبوعات کشورهای عربی رواج پیدا کند و در مکاتبات رسمی به زبان انگلیسی نیز اصطلاح «آرابیان گولف» جایگزین اصطلاح معمول و رایج قدیمی «پرشین گولف» می‌شود.